# Betplan
Betplan település Franciaországban, Gers megyében. Lakosainak száma 101 fő (2022. január 1.). Betplan Haget, Laguian-Mazous, Malabat, Troncens és Villecomtal-sur-Arros községekkel határos.

## Népesség
A település népességének változása:
| Lakosok száma | 107  | 98   | 136  | 122  | 110  | 103  | 99   | 97   | 95   | 101  |
|               | 1968 | 1982 | 1999 | 2006 | 2011 | 2015 | 2017 | 2018 | 2020 | 2022 |